# 国道161号

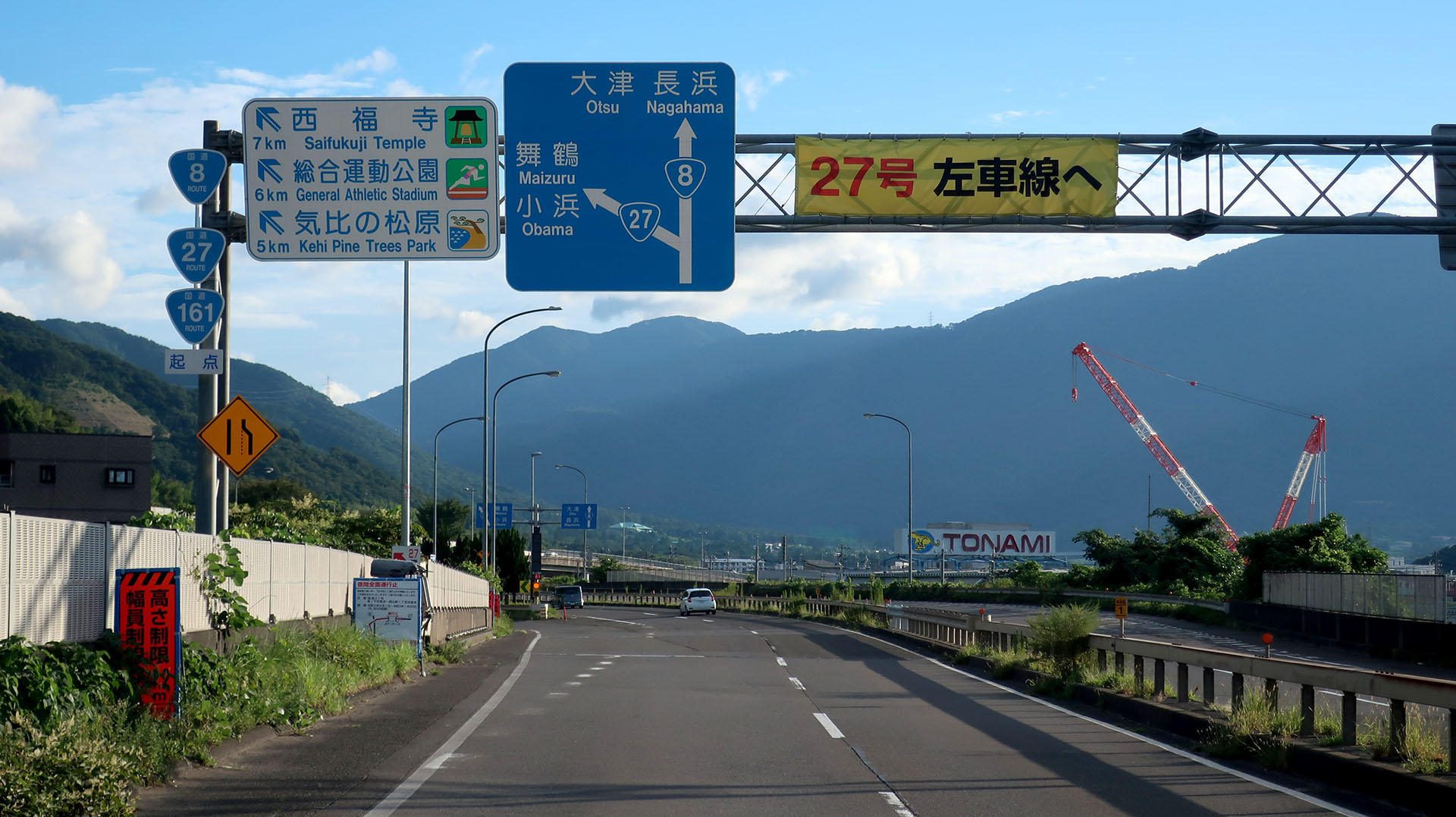
国道161号 起点
福井県敦賀市 坂ノ下ランプ

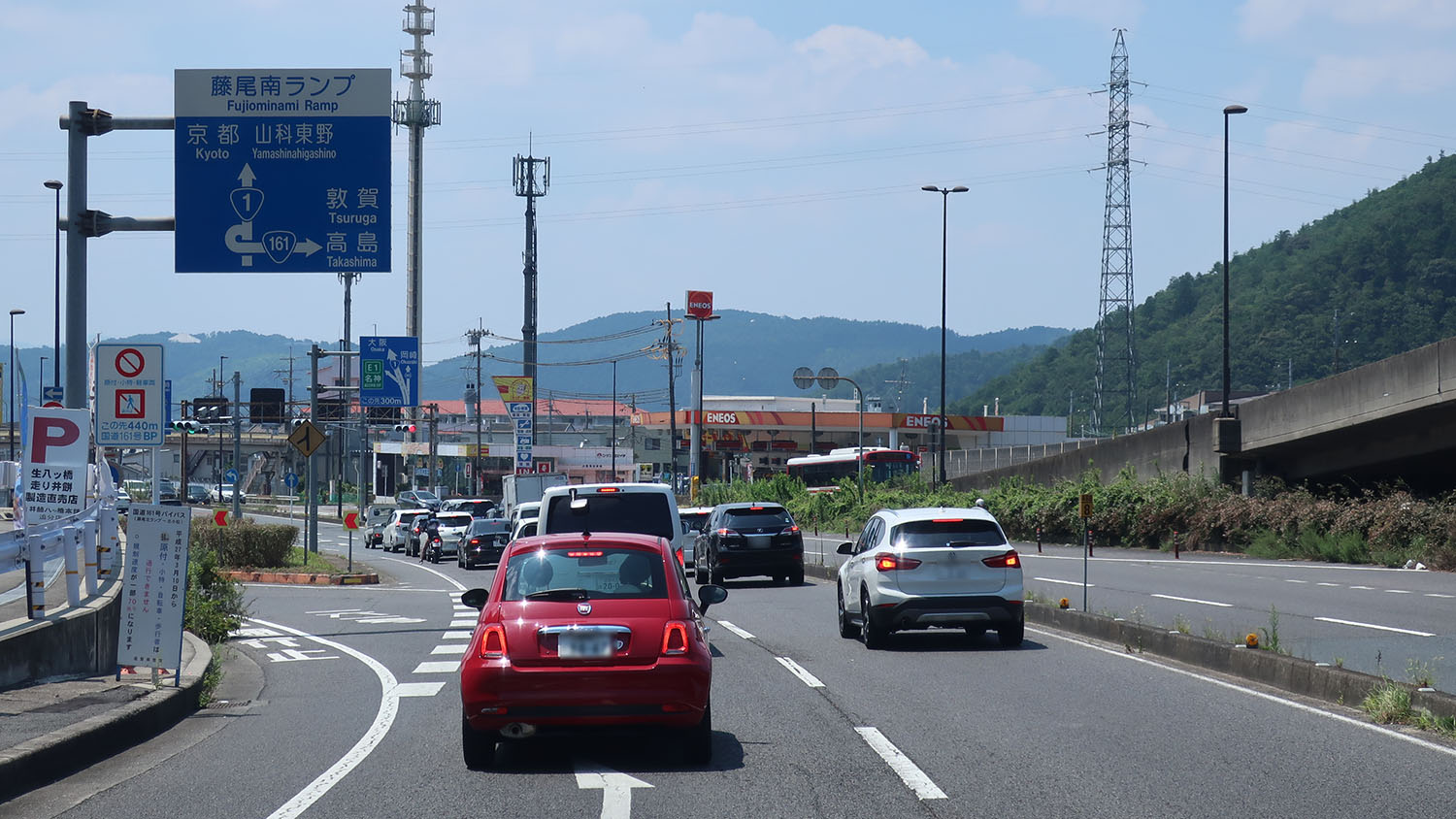
国道161号 終点
滋賀県大津市 藤尾南ランプ

国道161号（こくどう161ごう）は、福井県敦賀市から滋賀県大津市に至る一般国道である。

## 概要

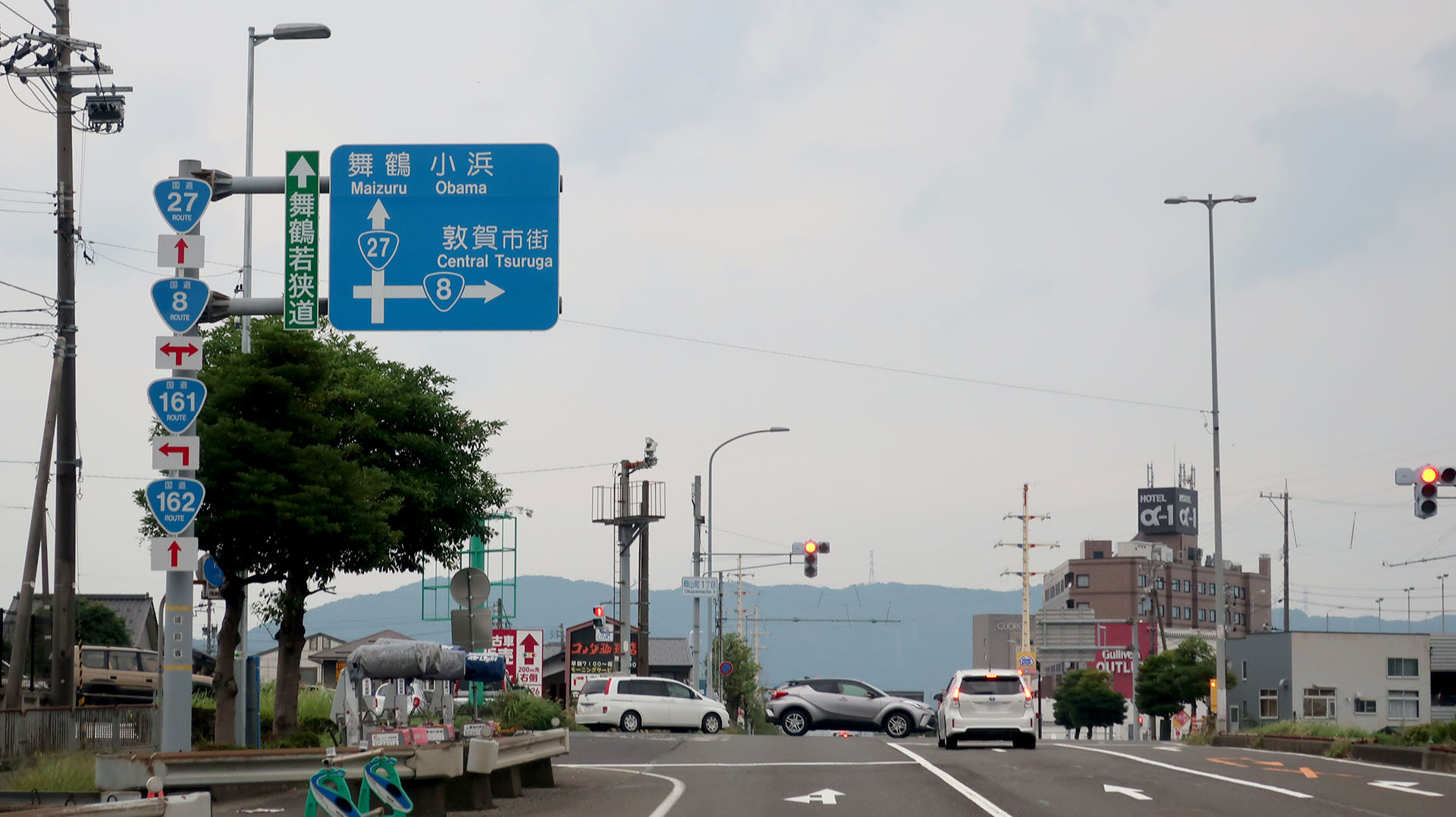
国道8号との重複区間
福井県敦賀市・岡山町1丁目交差点

起点の福井県敦賀市では国道8号と、終点の滋賀県大津市では国道1号と接続する。北陸・若狭方面と近畿（京阪神）を琵琶湖西岸を経由する重要な路線であり、西近江路とも呼ばれている。京都から敦賀まで、琵琶湖東岸を経由するより25 kmあまり距離が短い。また、NEXCO中日本によると、京都東ICと敦賀ICまで、名神高速道路や北陸自動車道を経由するより所要時間が10分短縮できる（いずれの道路も渋滞していないと仮定）。
琵琶湖西岸には高速自動車国道の計画はないが、交通量の増加や車両の大型化、降雪時の交通難に対応するため逐次バイパスの供用や現道の拡幅が実施されている。

### 路線データ
一般国道の路線を指定する政令に基づく起終点および重要な経過地は次のとおり。
- 起点：敦賀市（坂ノ下ランプ = 国道8号敦賀バイパス上、国道27号起点、国道162号終点）
- 終点：大津市（藤尾南ランプ = 国道1号交点）
- 重要な経過地：滋賀県高島郡マキノ町[注釈 3]、同郡今津町[注釈 3]
- 総延長 : 90.3 km（福井県 16.8 km、滋賀県 73.4 km）重用延長を含む。[7][注釈 4]
- 重用延長 : 8.4 km（福井県 8.4 km、滋賀県 - km）[7][注釈 4]
- 未供用延長 : なし[7][注釈 4]
- 実延長 : 81.9 km（福井県 8.4 km、滋賀県 73.4 km）[7][注釈 4]
  - 現道 : 81.9 km（福井県 8.4 km、滋賀県 73.4 km）[7][注釈 4]
  - 旧道 : なし[7][注釈 4]
  - 新道 : なし[7][注釈 4]
- 指定区間：敦賀市樋の水町12番1 - 大津市逢坂一丁目368番（全線）[8]

## 歴史
- 1953年（昭和28年）5月18日 - 二級国道161号敦賀大津線（敦賀市 - 大津市）として指定施行[9]。
- 1965年（昭和40年）4月1日 - 道路法改正により一級・二級区分が廃止されて一般国道161号として指定施行[6]。
- 1966年（昭和41年）5月30日 - 全線を直轄区間に指定[10]
- 1989年（平成元年）3月23日 - 湖西道路が全線暫定開通[10]
- 1992年（平成4年）4月1日 - 高島バイパス並行区間である、新旭町饗庭 - 高島町勝野（いずれも当時）間が滋賀県に移管され、同日認定の滋賀県道558号新旭高島線に編入[11]
- 1993年（平成5年）6月15日 - 高島バイパスが全線暫定開通[10]
- 1996年（平成8年）11月2日 - 西大津バイパスが全線暫定開通[10]
- 2005年（平成17年）
  - 3月25日 - 日本道路公団から湖西道路を178億円（国土交通省が116億円、滋賀県が62億円負担）で買収。
  - 8月1日 - 湖西道路が全線無料となる。[12]
- 2007年（平成19年）3月30日 - 湖西道路並行区間の内、大津市木戸（志賀駅口交差点）- 今堅田（琵琶湖大橋交差点）間が滋賀県に移管され、同日認定の滋賀県道558号高島大津線[13]の一部に編入される。同県道の残部を構成した滋賀県道558号新旭高島線を同日廃止[14]。
- 2012年（平成24年）12月8日 - 志賀バイパスが全線暫定開通[10]
- 2013年（平成25年）6月15日 - 西大津バイパスの全線4車線化完成[10]
- 2015年（平成27年）
  - 3月25日 - 国道161号愛発除雪拡幅により、新疋田トンネル開通。最後まで大型車の離合が困難となっていた区間が解消された[15]
  - 4月1日 - 志賀バイパスに並行する現道区間を滋賀県に移管。大津市北小松 - 木戸（志賀駅口交差点）間 6.6 kmを滋賀県道558号高島大津線に編入、大津市荒川（志賀インターチェンジ接続部）- 木戸（志賀駅口交差点）間を新設の滋賀県道345号志賀インター線として分離[16]
- 2016年（平成28年）1月18日 - 大津市自衛隊北交差点 - 柳が崎交差点のリバーシブルレーンが廃止される[17]
- 2017年（平成29年）4月1日 - 湖西道路に並行する現道区間一部を滋賀県に移管。大津市今堅田2丁目（琵琶湖大橋交差点）- 下阪本6丁目間の7.3 kmを滋賀県道558号高島大津線に移管[18]
- 2018年（平成30年）4月1日 - 西大津バイパスに並行する現道区間を滋賀県に移管。大津市下阪本6丁目 - 逢坂1丁目間の8.6 kmを滋賀県道558号高島大津線に移管[19]
- 2021年（令和3年）8月14日 - 集中豪雨により大津市高砂町の山腹で土砂崩壊が発生。西大津バイパス近江神宮ランプ付近が土砂で埋まり、長期間通行止めとなった。土砂崩れの原因は人工盛土が原因であった可能性があり、調査が行われた[20]。

## 路線状況
ほとんどの区間は整備された2 - 4車線である。
敦賀市疋田の国道8号との離合点から滋賀県高島市マキノ町野口の国道303号との離合点にかけては急勾配が連続し、それほどきつくはないがところどころに急カーブがあるなど、交通量のある国道としてはかなり線形が悪いほか、冬季は積雪や路面の凍結状態に特に注意を払う必要があるため、2003年（平成15年）度より、疋田交差点より4.5 kmの区間では疋田トンネルのすぐ東側へ新疋田トンネル（計画時仮称：愛発（あらち）トンネル、長さ63 m）の新設を含む「愛発除雪拡幅」事業を実施している。同区間の北陸本線との交差箇所には2015年（平成27年）の新疋田トンネル供用開始前までは車道として供用されていた幅員1.5車線程度の疋田トンネル（延長36 m）があり、すれ違い困難であった同所では1982年暮れにアセトンを積んだタンクローリーが敦賀市方面へ向けて走行中、同トンネルのガード壁に衝突した事故もあった。新疋田トンネルの供用開始に伴い、疋田トンネルは歩行者・自転車専用トンネルとなった。
高島市マキノ町以南、大津市坂本までの約62 kmの区間は、整備されているものの単調な片側1車線区間が多いため、2009年（平成21年）から2019年の間、14人がはみ出しなどの事故で死亡しており「魔の片側1車線」区間となっている。道路法や道路構造令で定められている幅員を満たすのが難しいためガードレールや中央分離帯の設置が難しく、代替としてゴム製のポールや音の出る舗装で対応していた。その後、道路中央にワイヤロープを設置した。
高島市の白鬚神社前は、琵琶湖上にある鳥居を撮影しようと国道を横断する人が増え、危険な区間となった。神社独自で「危険」の看板やガードレール開口部の木製の柵でふさぐなどしてきたが、それらの対策では対処できず安全対策を求める要望書を関係機関に提出。これを受けて「国道161号白鬚神社前安全対策会議」が発足され、2024年3月上旬までに安全対策が完了した。琵琶湖側の防護柵は転落防止用に使われる高さ110 cmのものを用いて開口部を塞ぎ、中央部に門扉を設けることで神様の通り道に配慮した。老朽化したガードパイプの補修を含め、白鬚神社前の防護柵は朱色と黒に塗装して玉垣のように仕上げられた。そのほか、横断を抑制するための標識や標示も設置された。

### 通称
- 西近江路[1]

### バイパス

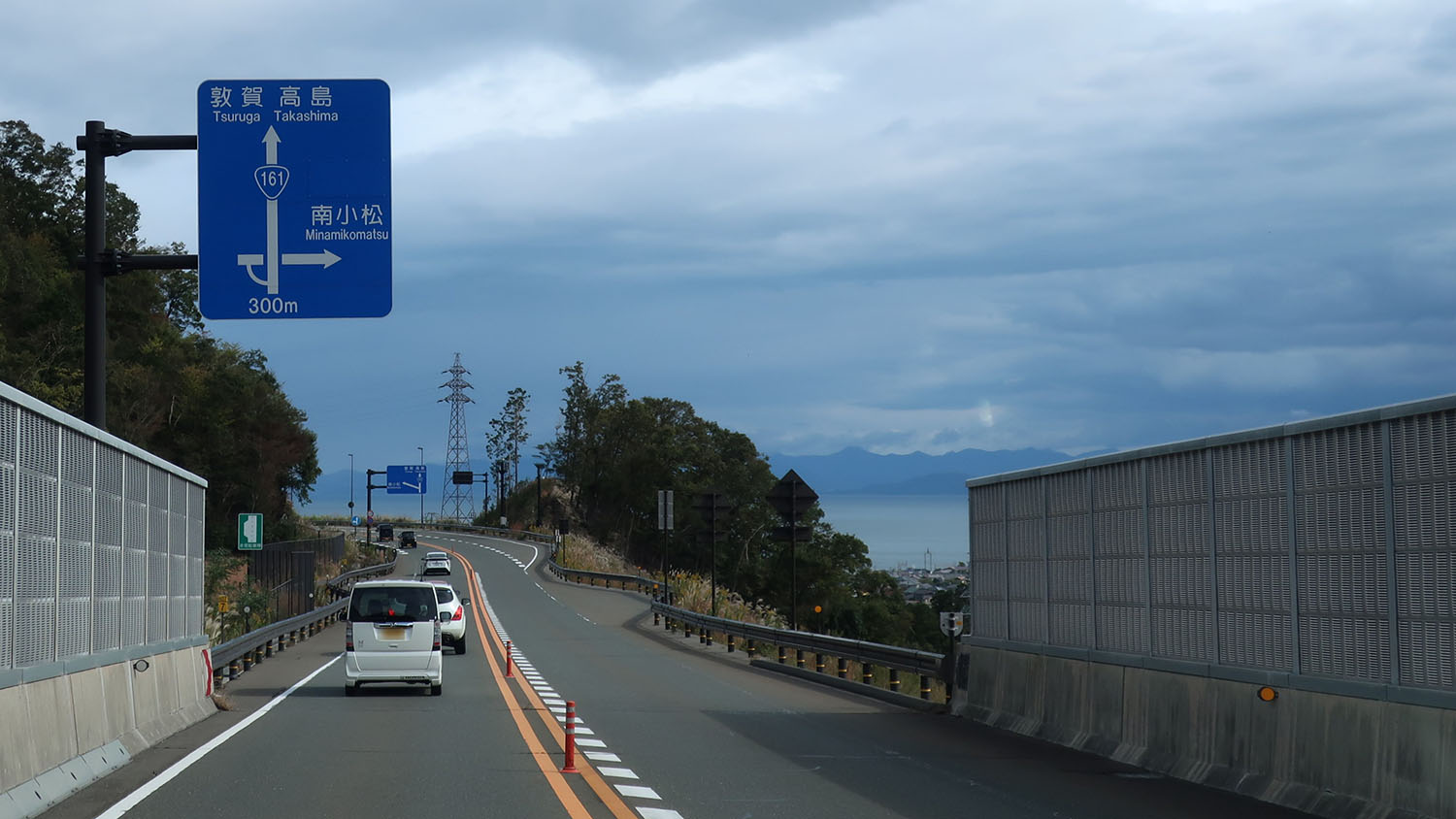
志賀バイパス
滋賀県大津市北比良

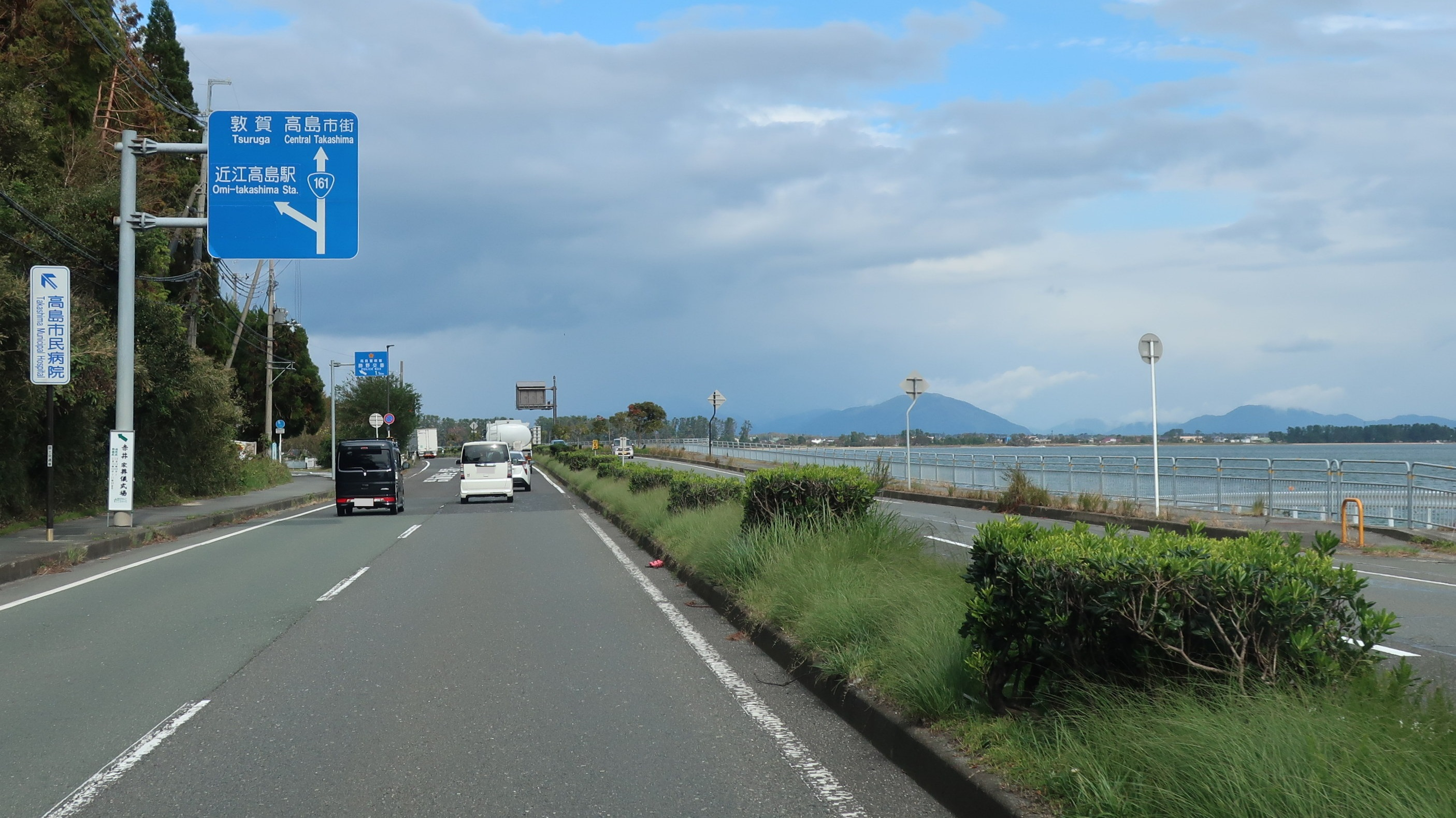
琵琶湖沿いを通過する、
高島バイパス
滋賀県高島市勝野

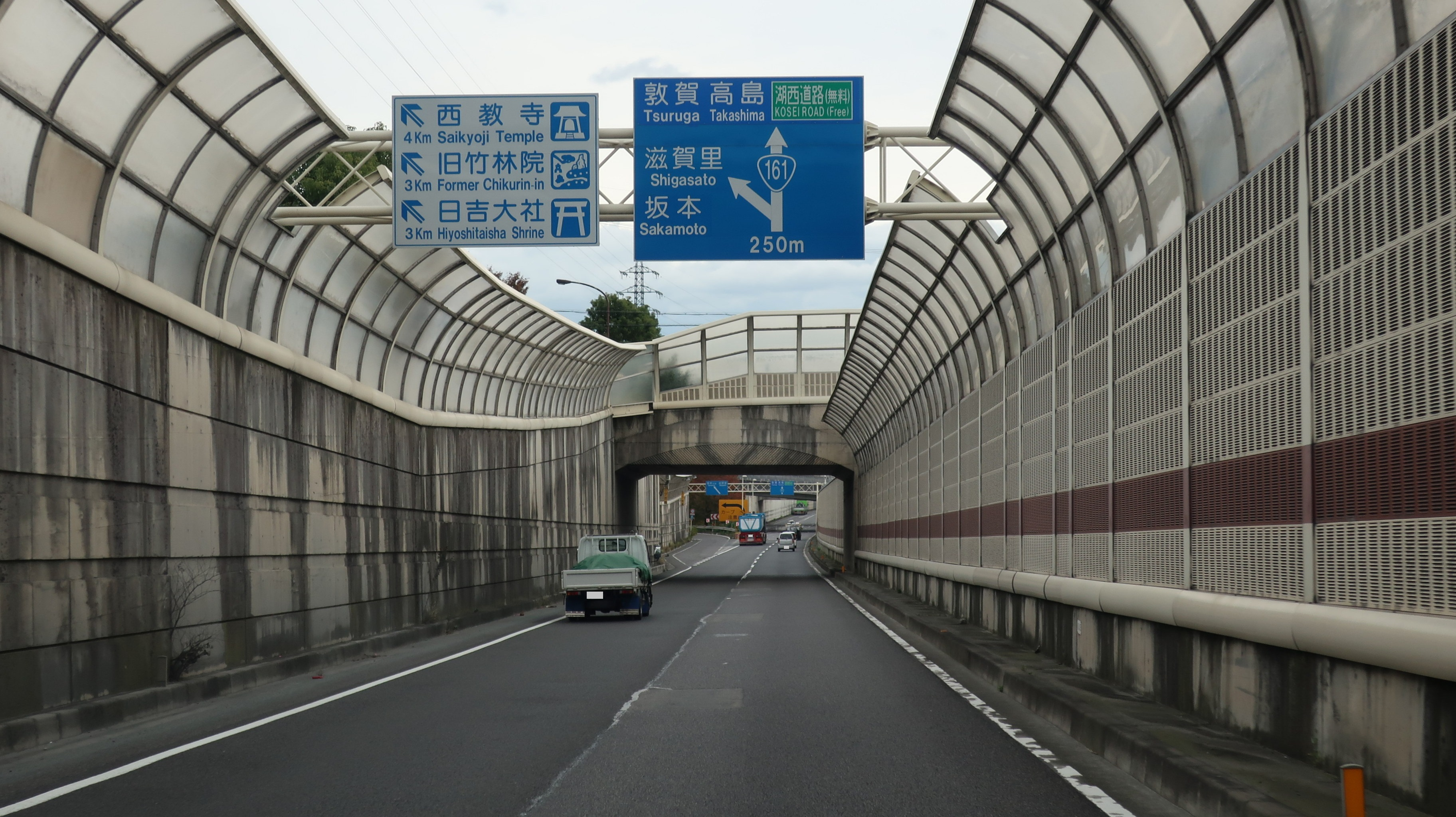
西大津バイパス
滋賀県大津市滋賀里

- 敦賀バイパス、金山バイパス - 福井県敦賀市で国道8号と重複。国道161号としては国道8号現道経路である起点 - 国道8号敦賀バイパス - 小河口ランプ - 疋田交差点（4.7 km）と、起点 - 国道8号現旧連絡部（国道27号金山バイパス） -  岡山町1丁目交差点 - 国道8号旧道 -  小河口ランプ（3.7 km）の双方とも重用延長として計上されている。

- 琵琶湖西縦貫道路
  - マキノ拡幅
  - 湖北バイパス
  - 高島バイパス
  - 小松拡幅
  - 志賀バイパス
  - 湖西道路
  - 西大津バイパス

### 重複区間
- 国道8号（福井県敦賀市坂下・坂ノ下ランプ（起点）- 同市疋田・疋田交差点、福井県敦賀市坂下・坂ノ下ランプ（起点）- 同市岡山町一丁目・岡山町1丁目交差点 - 同市小河口・小河口ランプ）
- 国道27号・国道162号（福井県敦賀市坂下・坂ノ下ランプ（起点） - 敦賀市岡山町一丁目・岡山町1丁目交差点）
- 国道303号（滋賀県高島市マキノ町野口・野口交差点 - 同市今津町弘川・弘川交差点）

### 道路施設

#### 橋梁
- 滋賀県
  - 知内川大橋（知内川、高島市）
  - 百瀬川大橋（百瀬川、高島市）
  - 新安曇川大橋（安曇川、高島市）
  - 新和田打川橋（和田打川、高島市）
  - 大溝橋（大溝港、高島市）
  - 和邇川橋（和邇川、大津市）

#### トンネル
- 滋賀県
  - 宇佐山トンネル（下り線）：延長450 m、1975年（昭和50年）竣工、大津市
  - 宇佐山トンネル（上り線）：延長500 m、2005年（平成17年）竣工、大津市
  - 山上トンネル（下り線）：延長125 m、1979年（昭和54年）竣工、大津市
  - 山上トンネル（上り線）：延長128 m、2005年（平成17年）竣工、大津市
  - 長等トンネル（下り線）：延長1,305 m、1981年（昭和56年）竣工、大津市
  - 長等トンネル（上り線）：延長128 m、2005年（平成17年）竣工、大津市

#### 道の駅
- 滋賀県
  - マキノ追坂峠（高島市）
  - 藤樹の里あどがわ（高島市）
  - 妹子の里（大津市）

### 交通量
平日24時間交通量（台）（上下合計）
| 都道府県名 | 観測地点           | 平成17年度 （2005年度） | 平成22年度（2010年度） | 平成22年度（2010年度） | 備考                                        |
| ---------- | ------------------ | ----------------------- | ---------------------- | ---------------------- | ------------------------------------------- |
| 都道府県名 | 観測地点           | 平成17年度 （2005年度） | 台数                   | 混雑度                 | 備考                                        |
| 滋賀県     | 高島市マキノ町海津 | 14,211                  | 10,343                 | 0.83                   |                                             |
| 滋賀県     | 高島市今津町酒波   | 12,397                  | 11,987                 | 0.83                   |                                             |
| 滋賀県     | 大津市北小松       | 17,610                  | 20,172                 | 1.36                   |                                             |
| 滋賀県     | 大津市大物         | 12,606                  | 14,215                 | 0.53                   | 志賀バイパス                                |
| 滋賀県     | 大津市仰木の里東   | 23,925                  | 26,366                 | 0.61                   | 湖西道路                                    |
| 滋賀県     | 大津市藤尾奥町     | 38,380                  | 37,442                 | 1.88                   | 西大津バイパス 調査当時は片側1車線対面通行  |
| 滋賀県     | 大津市荒川         | 10,974                  | 11,045                 | 0.73                   | 志賀バイパスに並行する現道区間 現在は県道   |
| 滋賀県     | 大津市本堅田4丁目  | 21,958                  | 21,715                 | 1.68                   | 湖西道路に並行する現道区間 現在は県道       |
| 滋賀県     | 大津市尾花川       | 32,538                  | 29,161                 | 1.74                   | 西大津バイパスに並行する現道区間 現在は県道 |

## 地理

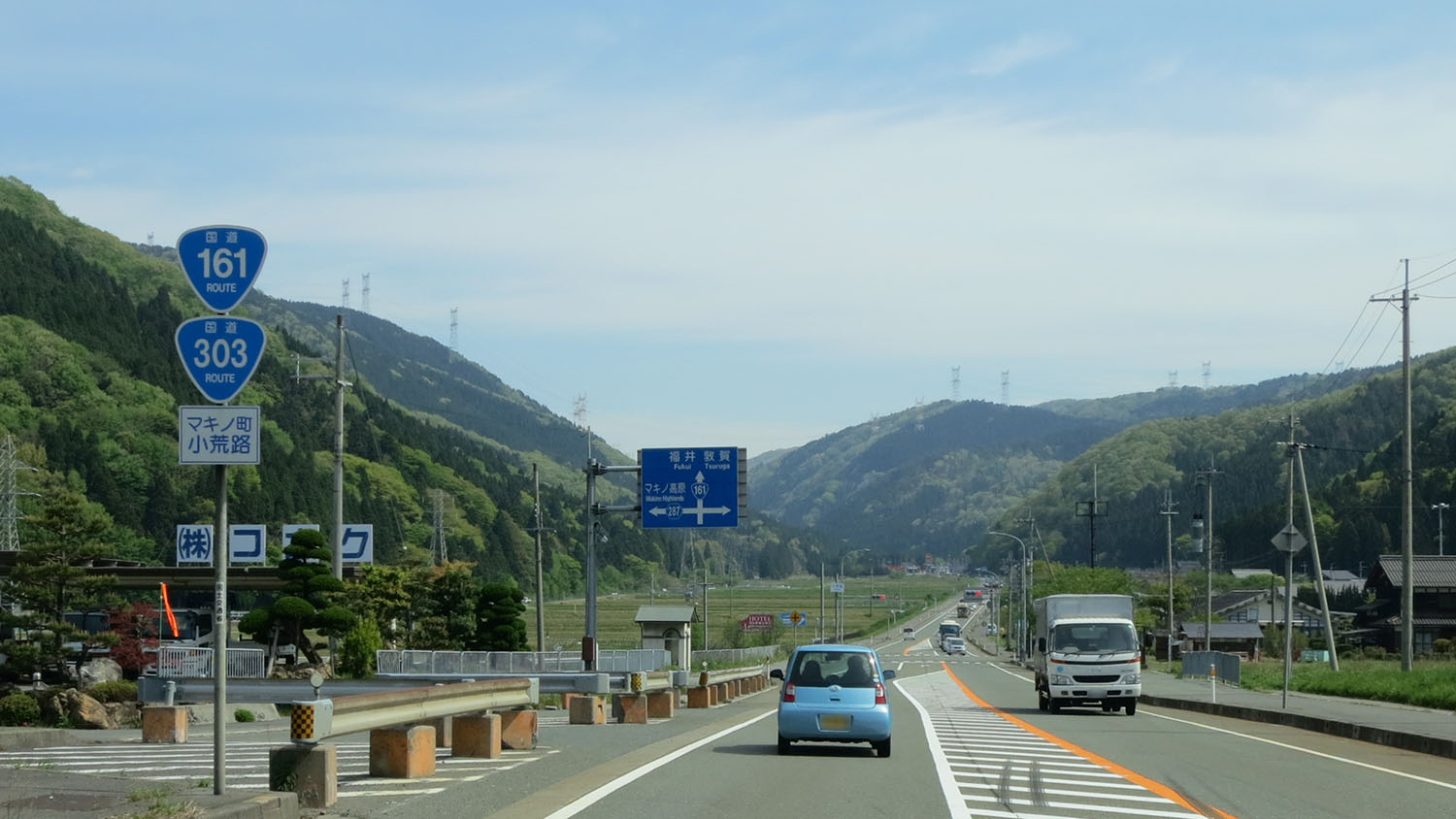
国道303号との重複
滋賀県高島市マキノ町

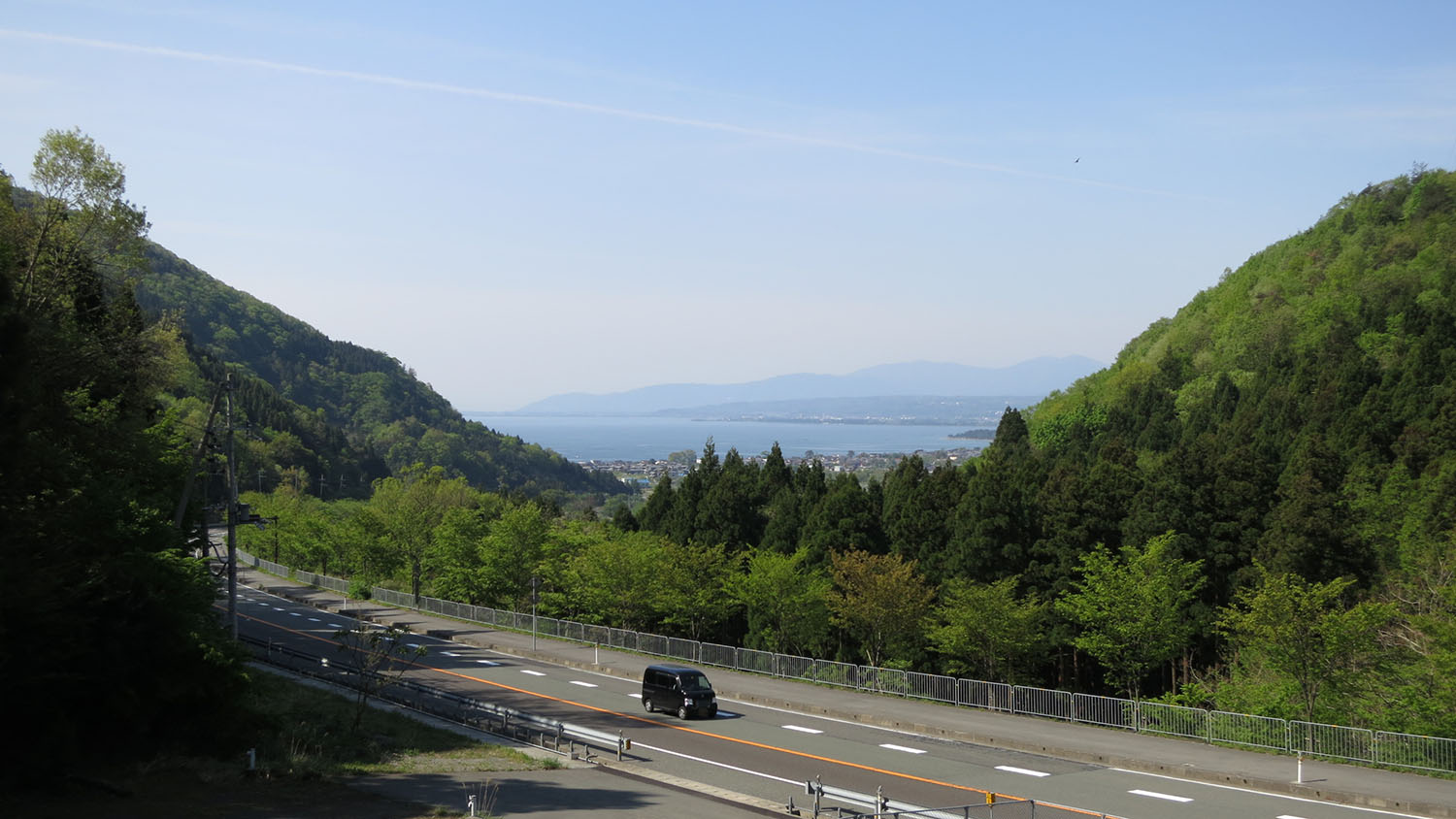
通過する追坂峠と琵琶湖の眺望
道の駅マキノ追坂峠より撮影
（2014年5月）

### 通過する自治体
- 福井県
  - 敦賀市
- 滋賀県
  - 高島市 - 大津市

### 交差する道路
| 交差する道路                                                                                                  | 都道府県名 | 市町村名 | 交差する場所         | 交差する場所              |
| --- | ---------- | -------- | -------------------- | ------------------------- |
| 国道8号 / 敦賀バイパス 国道27号 重複区間起点 国道162号 重複区間起点                                           | 福井県     | 敦賀市   | 坂下                 | 坂ノ下ランプ / 起点       |
| 国道8号 / 現道 重複区間起点 国道27号 重複区間終点 国道162号 重複区間終点 福井県道210号余座若葉線 重複区間起点 | 福井県     | 敦賀市   | 岡山町1丁目          | 岡山町1丁目交差点         |
| 福井県道210号余座若葉線 重複区間終点                                                                          | 福井県     | 敦賀市   | 岡山町2丁目          | 岡山町2丁目交差点         |
| 国道8号 / 敦賀バイパス                                                                                        | 福井県     | 敦賀市   | 小河口               |                           |
| 国道8号 重複区間終点                                                                                          | 福井県     | 敦賀市   | 疋田（ひきだ）       | 疋田交差点                |
| 滋賀県道533号白谷野口線                                                                                       | 滋賀県     | 高島市   | マキノ町野口         |                           |
| 国道303号 重複区間起点                                                                                        | 滋賀県     | 高島市   | マキノ町野口         | 野口交差点                |
| 滋賀県道287号小荒路牧野沢線                                                                                   | 滋賀県     | 高島市   | マキノ町小荒路       | 小荒路交差点              |
| 滋賀県道557号西浅井マキノ線                                                                                   | 滋賀県     | 高島市   | マキノ町海津         | 海津交差点                |
| 滋賀県道54号海津今津線                                                                                        | 滋賀県     | 高島市   | マキノ町西浜         | 西浜交差点                |
| 滋賀県道287号小荒路牧野沢線 滋賀県道335号今津マキノ線                                                         | 滋賀県     | 高島市   | マキノ町沢           | 沢交差点 沢ランプ         |
| 滋賀県道534号藺生日置前線                                                                                     | 滋賀県     | 高島市   | 今津町日置前         | 日置前王塚交差点          |
| 国道303号 重複区間終点 滋賀県道54号海津今津線                                                                 | 滋賀県     | 高島市   | 今津町弘川           | 弘川交差点                |
| 滋賀県道558号高島大津線                                                                                       | 滋賀県     | 高島市   | 新旭町饗庭（あいば） | 饗庭交差点                |
| 滋賀県道301号藁園熊野本線                                                                                     | 滋賀県     | 高島市   | 新旭町旭             | [ 注釈 5 ]                |
| 滋賀県道38号太田安井川線                                                                                      | 滋賀県     | 高島市   | 新旭町北畑           | 北畑交差点                |
| 滋賀県道303号北船木北畑線                                                                                     | 滋賀県     | 高島市   | 新旭町新庄           | 南小学校前交差点          |
| 滋賀県道305号南船木西万木線                                                                                   | 滋賀県     | 高島市   | 安曇川町青柳         | 青柳北交差点              |
| 滋賀県道306号四津川鴨線                                                                                       | 滋賀県     | 高島市   | 鴨                   | [ 注釈 6 ]                |
| 福井県道・滋賀県道23号小浜朽木高島線                                                                          | 滋賀県     | 高島市   | 鴨                   |                           |
| 滋賀県道304号北船木勝野線 滋賀県道558号高島大津線 重複区間起点                                                | 滋賀県     | 高島市   | 勝野                 | 国道勝野交差点            |
| 滋賀県道307号北小松大物線 滋賀県道601号守山大津志賀自転車道線 / びわ湖レークサイド自転車道                    | 滋賀県     | 大津市   | 北小松               |                           |
| 滋賀県道558号高島大津線 重複区間終点                                                                          | 滋賀県     | 大津市   | 北小松               | 北小松南交差点            |
| 滋賀県道322号比良山線                                                                                         | 滋賀県     | 大津市   | 北比良               |                           |
| 滋賀県道345号志賀インター線                                                                                   | 滋賀県     | 大津市   | 荒川                 |                           |
| 滋賀県道311号途中志賀線                                                                                       | 滋賀県     | 大津市   | 和邇中               | 和迩IC                    |
| 国道477号 / レインボーロード                                                                                  | 滋賀県     | 大津市   | 真野大野1丁目        | 真野IC口交差点 真野IC     |
| 滋賀県道313号仰木本堅田線                                                                                     | 滋賀県     | 大津市   | 仰木7丁目            | [ 注釈 7 ]                |
| 滋賀県道315号仰木雄琴線                                                                                       | 滋賀県     | 大津市   | 仰木1丁目            | 仰木IC口交差点 仰木雄琴IC |
| 滋賀県道316号比叡山線                                                                                         | 滋賀県     | 大津市   | 坂本3丁目            | 比叡山坂本駅前交差点      |
| 滋賀県道47号伊香立浜大津線                                                                                    | 滋賀県     | 大津市   | 滋賀里3丁目          | 滋賀里ランプ南交差点      |
| 滋賀県道47号伊香立浜大津線                                                                                    | 滋賀県     | 大津市   | 穴太3丁目            | 滋賀里ランプ北交差点      |
| 京都府道・滋賀県道30号下鴨大津線                                                                              | 滋賀県     | 大津市   | 南志賀1丁目          | 南志賀ランプ交差点        |
| 国道1号 国道8号 重複                                                                                          | 滋賀県     | 大津市   | 横木1丁目            | 藤尾南ランプ / 終点       |

### 交差する鉄道
- 北陸本線
- 小浜線
- 湖西線
- 京阪石山坂本線
- 東海道本線
- 京阪京津線

### 峠
- 福井県
  - 七里半越（敦賀市 - 滋賀県高島市）
- 滋賀県
  - 追坂峠（高島市）